# Монтаг, Илона
Илона Монтаг (венг. Ilona Montagh, иногда упоминается как Ilona Montag, также известна под именем Илона фон Монтаг, англ. Ilona von Montagh, род. 8 декабря 1899 года — дата и место смерти неизвестны) — венгерская актриса театра и кино. Обучалась актёрскому мастерству у актрисы Сиди Ракоши. Первое признание критиков получила за исполнение главной женской роли в постановке «Польская кровь». Выступала в театрах Венгрии, затем Германии, а на пике своей карьеры эмигрировала в Америку. Снялась в нескольких немых фильмах.
7 сентября 1921 года Монтаг вышла замуж за Белу Лугоши и стала его второй женой. Их совместная жизнь продлилась всего несколько недель, а развелась пара только в начале 1925 года. Период их совместной жизни сопровождался различными скандалами, которые широко освещала пресса.

## Биография

### Ранние годы и работа в Европе
Илона Монтаг родилась в Венгрии 8 декабря 1899 года. Точно место рождения Илоны не известно, так как в разное время, в разных документах она указывала такие населённые пункты как Арад, Чанад и Домбегихаз. У неё были чёрные волосы и тёмные глаза. С ранних лет Монтаг хотела стать актрисой и ещё будучи ребёнком играла в театральных постановках родного города. Обучалась актёрскому мастерству у актрисы Сиди Ракоши.
В начале своей профессиональной карьеры, период которой пришёлся на разгар Первой мировой войны, она получила признание за исполнение главной женской роли в будапештской постановке «Польская кровь» (венг. Lengyelvér). После этого начала появляться на обложках театральных журналов. А в 1916 году Монтаг снялась по меньшей мере в двух венгерских фильмах: «Грабители графини» и «Брак в Липатвароше». Оба фильма были сняты режиссёром Юдженом Иллесом. Далее Монтаг переехала в Берлин, где в июне 1917 года в театре «Метрополь» сыграла главную роль в спектакле «Маленькая белая овечка» (венг. Fehér báránykák). Местные критики были в восторге от её игры и даже называли её «одной из самых знаменитых берлинских актрис». После выступлений в Берлине, с ней заключили контракт в Дрездене. После её первого же выступления в Дрездене она получила «высочайшее признание» как критиков, так и простых зрителей. На период пика своей популярности рост Илоны составлял 5 футов 9 дюймов.
6 августа 1917 года Монтаг выступила в оперетте «Королева воздуха» (венг. Königin der Luft) в театре Лессинга в Берлине. Одно из венгерских театральных изданий сообщило: «Берлинские газеты в унисон восхваляли её сладкий голос, живые движения и очаровательную манеру говорить». По словам самой Монтаг, наибольшую известность в Европе ей принесла постановка «Девушка из Шварцвальда» (венг. Schwarzwaldmädel), которая ставилась в Будапеште, Дрездене, Ганновере, Вене и Берлине. В одной из статей в 1924 году писалось об этом: «Это шоу всё шло и шло, ни один соперник никогда не подбирался и на расстояние выстрела к его рекорду».

### Эмиграция в США
Когда Монтаг был 21 год она прибыла в Нью-Йорк 6 января 1921 года. Густав Амберг, который регулярно ставил немецкие оперы для американской публики, оплатил проезд Монтаг. Первое время она жила в доме друга Амберга Юлиуса Кесслера, венгра, сделавшего состояние на производстве виски. Предположительно, Амберг знал об успехе Монтаг в Берлине и хотел представить её американской публике, а также, судя по всему, и в Канаде, поскольку есть сообщение, что она появилась на сцене в Оттаве в начале февраля 1921 года. Амберг умер 23 мая 1921 года.
В Америке Монтаг старалась создать образ дворянки, ложно утверждая, что родилась в «одной из самых аристократических семей Будапешта». Она стала называть себя «графиней» и обычно произносила свое имя Илона фон Монтаг, иногда Илона де Монтаг (нем. Ilona de Montagh).
В ноябре 1921 года она спела в оперетте «Брат Штраубингер» в Манхэттенском оперном театре; затем, в январе 1922 года, сыграла в оперетте «Все о любви» в Бруклине. Вскоре после этого она появилась в оперетте «Деревенские невесты» (нем. Falusi Menyecskék) в Центральном оперном театре, в которой также сыграла Клара Кюри.

### Брак с Белой Лугоши
В интервью для журнала Modern Screen Бела Лугоши вспоминал: «В моей труппе [венгерского театра в Нью-Йорке] была девушка одного со мной происхождения, к которой я вскоре привязался. Как ни странно, её тоже звали Илона [как и мою первую жену]. Мы стали возлюбленными и вскоре решили пожениться. Я снова был влюблён…». На самом деле Монтаг вполне могла познакомиться с Лугоши в Будапеште. Они также могли встретиться в Берлине, где она не только работала на сцене, но и снялась по крайней мере в одном немецком фильме Эмиля Вальдмана «Джек и умница» (нем. Juck und Schlau) (1920). Даже если они не встречались в Европе, они, скорее всего, знали друг о друге по репутации. Полноценное же их знакомство состоялось в Нью-Йорке, когда они оба играли в пьесе «Муж молодой дамы» (венг. Kisasszony férje), премьера состоялась в театре на Тридцать девятой улице 20 февраля 1921 года. В одной из статей о постановке журналист называл Монтаг «известной примадонной». Другой критик писал, что её «пикантное очарование и живая наглость были восхитительны». Впоследствии Монтаг вместе с Лугоши участвовали ещё в нескольких постановках.
Роман Монтаг и Лугоши, вероятно, начался, когда они вместе играли в пьесе «Муж молодой дамы». Один журналист утверждал: «Это был спонтанный, пылкий роман, в котором любовь к их общему искусству и друг к другу были едины». Они поженились 7 сентября 1921 года. Спустя годы Лугоши вспоминал, что брак длился четырнадцать дней. Монтаг говорила, что это были «два месяца скуки». Лугоши надеялся, что Монтаг родит ему ребёнка. «Я хотел иметь жену, которая будет хранить покой в доме», — вспоминал он. Монтаг же говорила, что он был «идеальным возлюбленным, но плохим мужем, и он во всех отношениях не соответствовал высоким стандартам, которые сам для себя установил». Но больше всего её раздражало то, что Лугоши был очень ревнив.

#### Разлад в отношениях и развод

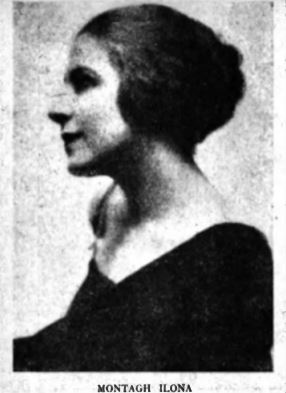
Илона Монтаг. Фото из номера журнала ' за декабрь 1923 года.

Илона Монтаг в суде за кражу из магазина в 1935 году.

С ноября 1921 года Монтаг начала появляться в постановках без Лугоши, предположительно из-за их разрыва. Возможно, в 1922 году они на некоторое время помирились. В апреле того же года они выступили вместе в постановке «Трагедия человека». Но всего месяц спустя венгерско-американская пресса объявила, что Монтаг проведёт прощальное выступление в школе Ранд в Нью-Йорке, поскольку она покидает Америку, чтобы возобновить свою карьеру в Париже. Хотя билеты были проданы, выступление не состоялось. Монтаг сказала, что прикована к постели аппендицитом. Она рассказывала, что в Париже её ждёт контракт, но похоже, она не покидала Соединённые Штаты, по крайней мере, в том году. А число других выступлений в Америке резко сократилось.
Монтаг рассказывала, что именно она стала инициатором расставания с Лугоши, часто сопровождая свои слова странными историями того, как Бела пытался её вернуть. Она рассказывала, что он похитил её любимую собаку Флеретту, вернув животное, только при условии, что сможет поговорить с ней. Ещё она рассказывала, что ей названивали среди ночи и упрашивали вернуться к мужу. В другой раз она рассказывала, что очень часто к ней буквально напрашивались различные репортёры желавшие взять интервью и когда она соглашалась их принять, то они «откровенно говорили ей», что пришли по просьбе её мужа. В другой раз она по дороге в театр подверглась нападению неизвестного человека «произносящего бессвязные слова и делающего странные жестикуляции», суть его бормотаний сводилась к тому, что она должна вернуть Лугоши. Когда она уже собиралась звать на помощь полицию, человек снял накладную бороду и она узнала в нём своего мужа. Через неделю после этого происшествия Монтаг рассказывала уже новую историю, о том как Лугоши напал на неё прямо в автобусе, сначала незаметно подкрался сзади к её сидению, наклонился и незаметно связал ей ноги. Затем он сел рядом с ней и связал запястья. Но каким-то образом ей удалось вырваться и выбежать из автобуса, Лугоши не смог её догнать и она скрылась в темноте улицы.
Монтаг подала иск о разводе судье Уильяму П. Бурру 24 октября 1924 года. В иске она обвиняла Лугоши не в приставаниях или слежке, а в том, что поймала его на измене с другой женщиной. Она пришла в его квартиру в мае 1924 года «где обнаружила неизвестную женщину». Понимая, что примирение невозможно, актриса заявила, что ей не нужны деньги от Лугоши, ей нужна «только свобода». Развод был оформлен 13 февраля 1925 года. В своём заявлении Монтаг утверждала, что поймала мужа с брюнеткой, но в одной из венгерских газет была заметка о том, что два актёра Геза Хушар и Аладар Геро были свидетелями этой сцены и они говорили уже о блондинке. Биографы Лугоши Гари Родс и Билл Каффенбергер отмечают нелогичности в рассказе Монтаг. Например они подвергают сомнению все её рассказы о преследованиях актёра, также обращают внимание на то, что со слов самой же Монтаг она рассталась с Лугоши ещё в 1921 году, тогда маловероятно, что она могла без спроса прийти к нему в квартиру в середине 1924 года. Также маловероятно, что она стала бы ждать несколько месяцев, чтобы подать на развод, если бы действительно была так возмущена, обнаружив Лугоши с другой женщиной. Родс и Каффенбергер склоняются к версии о том, что измена могла быть не более чем выдумкой, на которую согласились обе стороны, чтобы получить развод.

### Конец карьеры и последующие годы
Не известно, уезжала ли Монтаг в Париж на самом деле, как писала одна из газет. Но в 1927 году она подала заявление на получение гражданства США, которое ей было предоставлено в январе 1928 года. Есть записи о её выезде за границу после этого времени, в одном судовом журнале сообщается о её возвращении в Нью-Йорк в апреле 1932 года. Она точно находилась в Нью-Йорке до 1935 года. В этом году она была поймана за кражу в магазине одежды и заключена в тюрьму на Восточной 67-й улице. Монтаг вместе с подругой Ирен Хамфри были обвинены в краже четырёх платьев стоимостью 64,85 долларов из магазина B. Altman & Co. По словам Джона Ф. Ларкина, главы детективного отдела, обе женщины пришли в отдел одежды и попросили показать им несколько платьев. Зайдя в примерочную, пара сунула платья в бумажные пакеты под мышкой и вышла. В участке они со смехом объяснили, что сделали это «на спор». Ни одна из них не смогла внести требуемый залог в размере 500 долларов. Позже Монтаг отказалась от своих слов по поводу спора, назвав этот поступок «просто рекламным трюком для книги, которую я пишу». Когда дело поступило в суд 7 августа 1935 года, она по-прежнему называла себя графиней Илоной фон Монтаг. Она появилась в накидке из лисьего меха и (предположительно) с бриллиантовым браслетом. Она снова изменила свою историю и признала себя виновной в краже из магазина. Монтаг получила условный срок.
О дальнейшей жизни Монтаг ничего не известно, но были слухи, что она какое-то время провела в психиатрическом институте. Также ходили слухи, что она вернулась в Венгрию, даже Лугоши считал это правдой. Имя «Илона Монтаг» действительно встречается в венгерских документах о регистрации избирателей в 1945 году, отмечено, что эта женщина «домохозяйка», замужем за Гезой Чанаком. Неизвестно, действительно ли это та самая Илона Монтаг или какая-то другая женщина.

## Фильмография
| Оригинальное название    | Название на русском  | Год  |
| ------------------------ | -------------------- | ---- |
| A Grófnö betöröi         | «Грабители графини»  | 1916 |
| Házasság a Lipótvárosban | «Брак в Липотвароше» | 1916 |
| Juck und Schlau          | «Джек и умница»      | 1920 |